# Elisabeth Risdon

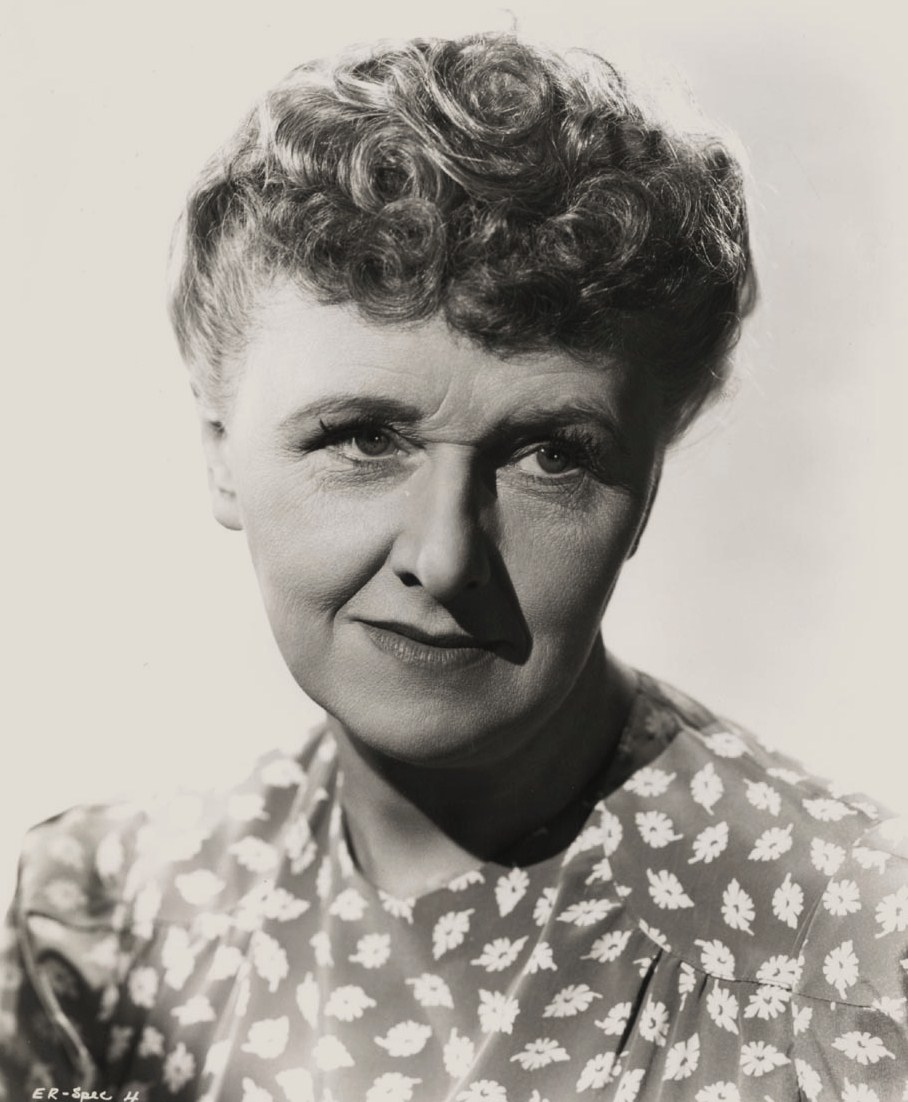
Risdon en 1941

Elisabeth Risdon (26 de abril de 1887 – 20 de diciembre de 1958) fue una actriz teatral y cinematográfica inglesa, que actuó en más de 140 películas estrenadas entre 1913 y 1952. Una belleza en su juventud, usualmente interpretaba a personajes de la alta sociedad.

## Biografía
Su verdadero nombre era Elizabeth Evans, y nació en Londres, Inglaterra. Graduada cum laude en 1918 en la Royal Academy of Arts, ella llamó la atención de George Bernard Shaw, siendo elegida para actuar en algunas de las obras del escritor. Además de sus actuaciones para Shaw, fue primera actriz acompañando a intérpretes como George Arliss, Otis Skinner y William Faversham. Risdon también actuó para la sociedad Theatre Guild con un contrato de varios años de duración.
En sus últimos años enseñó arte dramático a pacientes y a veteranos en un hospital cercano a su domicilio en Brentwood. Risdon estuvo casada con el prolífico director y actor de cine mudo George Loane Tucker, del cual enviudó en 1921. Posteriormente se casó con el actor Brandon Evans, que falleció en abril de 1958.
Elisabeth Risdon falleció en diciembre de 1958 en el Hospital St Johns, en Santa Mónica, California, a causa de una hemorragia cerebral. Su cuerpo fue donado a la ciencia médica.

## Teatro en Broadway (íntegro)
- 1912 : Beauty and the Jacobin, de Booth Tarkington, con Maurice Elvey y Walter Kingsford
- 1912 : The Poetasters of Ispahan, de Clifford Bax, con Maurice Elvey y Walter Kingsford
- 1912-1913 : Fanny's First Play, de George Bernard Shaw, con Maurice Elvey, Walter Kingsford y Lionel Pape
- 1917 : The Morris Dance, de Harley Granville-Barker, con Richard Bennett y Ferdinand Gottschalk *1917 : Misalliance, de George Bernard Shaw, con William Faversham
- 1918 : Seven Day's Leave, de Walter Howard
- 1918 : Muggins, de Frank J. Gregory
- 1918 : Humpty Dumpty, de Horace Annesley Vachell
- 1918-1919 : Dear Brutus, de J. M. Barrie, con Helen Hayes y Violet Kemble-Cooper
- 1920 : Footloose, de Zoe Akins, con Tallulah Bankhead
- 1920-1921 : Heartbreak House, de George Bernard Shaw, con Henry Travers, Lucile Watson y Helen Westley
- 1921 : The Nightcap, de Guy Bolton y Max Marcin, con Ronald Colman
- 1923-1924 : The Lady, de Martin Brown, con Mary Nash y Leonard Willey
- 1924 : Cock O'the Roost, de Rida Johnson Young, con Harry Davenport
- 1924 : Artistic Temperament, de Thomas P. Robinson
- 1925 : Thrills, de William Francis Dugan
- 1925 : The Enchanted April, de Kane Campbell, con Alison Skipworth
- 1925 : Lovely Lady, de Jesse Lynch Williams, con Miriam Hopkins
- 1926 : A Proud Woman, de Arthur Richman, con Florence Eldridge
- 1926-1927 : The Silver Cord, de Sidney Howard, con Laura Hope Crews y Margalo Gillmore
- 1927 : Así es (si así os parece), de Luigi Pirandello, con Laura Hope Crews, Edward G. Robinson, Henry Travers y Helen Westley
- 1927 : The Springboard, de Alice Duer Miller, con Walter Connolly
- 1928 : We never learn, de Daisy Wolf, con Charles Trowbridge
- 1933 : For Services rendered, de William Somerset Maugham, con Jean Adair, Fay Bainter, Leo G. Carroll, Henry Daniell, Walter Kingsford y Jane Wyatt
- 1933 : Uncle Tom's Cabin, de G.L. Aiken, con Fay Bainter, Thomas Hardie Chalmers, Russel Crouse, Pedro de Córdoba, Gene Lockhart, Kathleen Lockhart y Otis Skinner
- 1934 : Big hearted Herbert, de Sophie Kerr y Anna Steese Richardson
- 1935 : Laburnum Grove, de J. B. Priestley, con Melville Cooper y Edmund Gwenn

## Selección de su filmografía

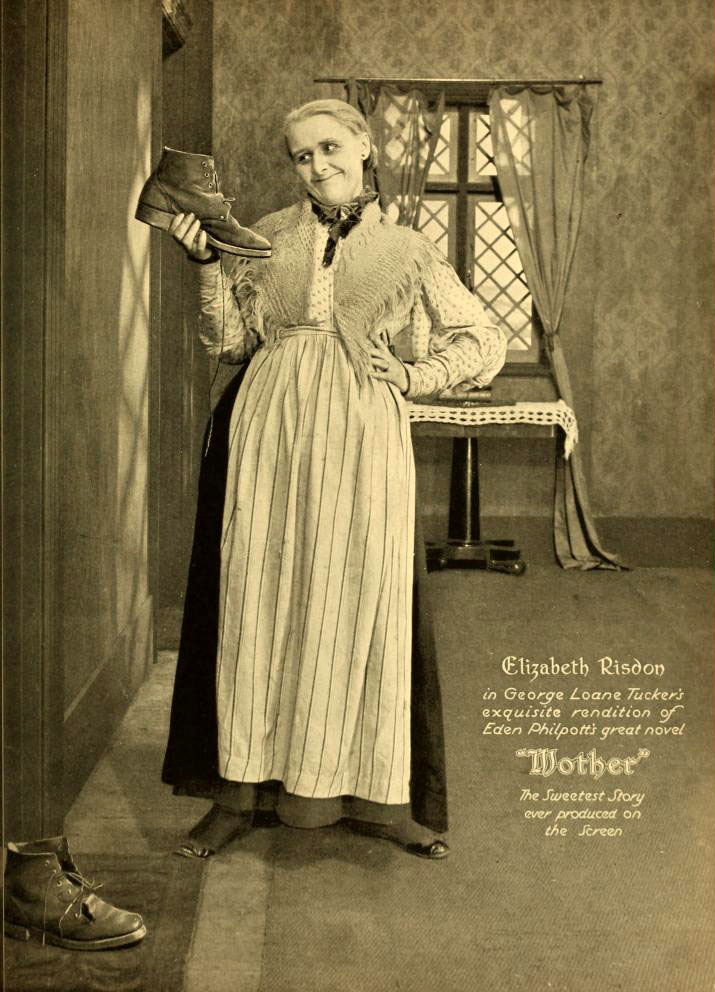
Mother (1917)

- 1913 : Bridegrooms Beware, de Maurice Elvey
- 1914 : The Cup Final Mystery, de Maurice Elvey
- 1914 : The Idol of Paris, de Maurice Elvey
- 1915 : The Christian, de George Loane Tucker
- 1916 : The Manxman, de George Loane Tucker
- 1916 : The Princess of Happy Chance, de Maurice Elvey
- 1917 : The Mother of Dartmoor, de George Loane Tucker
- 1919 : A Star over Night, de George Terwilliger
- 1935 : Crime and Punishment, de Josef von Sternberg
- 1936 : Theodora Goes Wild, de Richard Boleslawski
- 1937 : The Woman I Love, de Anatole Litvak
- 1937 : Make Way for Tomorrow, de Leo McCarey
- 1937 : They Won't Forget, de Mervyn LeRoy
- 1937 : Dead End, de William Wyler
- 1937 : Mannequin, de Frank Borzage
- 1938 : Mad About Music, de Norman Taurog
- 1939 : Los violentos años veinte, de Raoul Walsh
- 1939 : The Great Man Votes, de Garson Kanin
- 1939 : The Adventures of Huckleberry Finn, de Richard Thorpe
- 1939 : Five Came Back, de John Farrow
- 1939 : Disputed Passage, de Frank Borzage
- 1940 : Abe Lincoln in Illinois, de John Cromwell
- 1940 : Mexican Spitfire Out West, de Leslie Goodwins
- 1940 : The Howards of Virginia, de Frank Lloyd
- 1941 : High Sierra, de Raoul Walsh
- 1941 : Paris Calling, de Edwin L. Marin
- 1942 : Capricho de mujer, de Mitchell Leisen
- 1942 : Reap the Wild Wind, de Cecil B. DeMille
- 1942 : Niebla en el pasado, de Mervyn LeRoy
- 1943 : Lost Angel, de Roy Rowland
- 1943 : Higher and Higher, de Tim Whelan
- 1944 : The Canterville Ghost, de Jules Dassin
- 1944 : Tall in the Saddle, de Edwin L. Marin
- 1945 : The Unseen, de Lewis Allen
- 1947 : The Egg and I, de Chester Erskine
- 1947 : The Romance of Rosy Ridge, de Roy Rowland
- 1947 : Life with Father, de Michael Curtiz
- 1947 : The Shocking Miss Pilgrim, de George Seaton
- 1947 : Mourning becomes Electra, de Dudley Nichols
- 1948 : Bodyguard, de Richard Fleischer
- 1948 : Every Girl Should Be Married, de Don Hartman
- 1950 : The Secret Fury, de Mel Ferrer
- 1950 : Sierra, de Alfred E. Green
- 1951 : My True Story, de Mickey Rooney
- 1952 : Scaramouche, de George Sidney